# ناحیه گیبسون، میشیگان
ناحیه گیبسون (به انگلیسی: Gibson Township) یک منطقهٔ مسکونی در ایالات متحده آمریکا است که در شهرستان بی، میشیگان واقع شده‌است.
 ناحیه گیبسون ۹۲٫۲ کیلومتر مربع مساحت و ۱٬۲۱۰ نفر جمعیت دارد و ۲۱۴ متر بالاتر از سطح دریا واقع شده‌است.